# Ludvík Novotný (politik)
Ludvík Novotný (21. května 1903 Bratčice – 31. října 1963 Brno) byl český a československý politik Československé strany národně socialistické a poválečný poslanec Ústavodárného Národního shromáždění. Po roce 1948 pronásledován a vězněn komunistickým režimem.

## Biografie
Působil jako právník a publicista (též pod jménem Ludvík Novotný-Záleský). Absolvoval gymnázium v Čáslavi a pak práva a filosofii na Univerzitě Karlově. Byl zaměstnán coby právník firmy Telegrafia v Pardubicích. Za druhé světové války byl dvakrát vězněn z politických důvodů. po osvobození se politicky angažoval v Pardubicích. Vydával odborné publikace z oboru práva a historie.
V parlamentních volbách v roce 1946 se stal poslancem Ústavodárného Národního shromáždění za národní socialisty. V parlamentu zasedal formálně do voleb do Národního shromáždění roku 1948.
Po komunistickém převratu v roce 1948 byla národně socialistická strana ovládnuta prokomunistickou frakcí a přejmenována na Československou stranu socialistickou. Novotný patřil k té části strany, která tento vývoj odmítala. Po roce 1948 byl zatčen a ve vykonstruovaném procesu odsouzen na 22 let. Vězněn byl v Leopoldově. Po amnestii v roce 1960 byl propuštěn. Ještě téhož roku ale byl za neúčast ve volbách do Národního shromáždění neveřejným soudem opět odsouzen a uvězněn.